# Pedro Ken
Pedro Ken Morimoto Moreira, o simplemente Pedro Ken (20 de marzo de 1987, Curitiba, Brasil) es un futbolista brasileño.

## Trayectoria
En el 2007, cuando Coritiba ganó la 2ª División, Pedro Ken, Keirrison y Henrique fueron llamados el Trio de Ouro (en español: Trio de Oro) debido a su importante papel en el campeonato, su joven edad y buenas perspectivas. El 7 de diciembre de 2009 dejó el Coritiba para firmar por su rival de la liga, el Cruzeiro.
En febrero de 2016, el volante brasileño, abandona el Cruzeiro (en los últimos años jugó como cedido en Avaí, Vitória, Vasco da Gama o Coritiba) para incorporarse hasta junio de 2018 al Terek Grozny, séptimo clasificado del campeonato ruso.
En mayo de 2018 recibió una suspensión de seis meses, luego de que le diera positivo un control antidopaje. El futbolista habría usado anastrozol.

### Selección nacional
Con la selección de fútbol sub-23 de Brasil disputó un partido amistoso en diciembre de 2007 contra un combinado de los mejores jugadores del Brasileirão.